# Alexandr Maltsev (nadador)
Alexandr Maltsev (en ruso: Александр Мальцев; San Petersburgo, 22 de junio de 1995) es un deportista ruso que compite en natación sincronizada.
Ganó diez medallas en el Campeonato Mundial de Natación entre los años 2015 y 2025, y seis medallas en el Campeonato Europeo de Natación entre los años 2016 y 2021.

## Palmarés internacional
| Campeonato Mundial | Campeonato Mundial      | Campeonato Mundial | Campeonato Mundial |
| Año                | Lugar                   | Medalla            | Prueba             |
| ------------------ | ----------------------- | ------------------ | ------------------ |
| 2015               | Kazán (Rusia)           | Medalla de oro     | Dúo libre mixto    |
| 2015               | Kazán (Rusia)           | Medalla de plata   | Dúo técnico mixto  |
| 2017               | Budapest (Hungría)      | Medalla de oro     | Dúo libre mixto    |
| 2017               | Budapest (Hungría)      | Medalla de plata   | Dúo técnico mixto  |
| 2019               | Gwangju (Corea del Sur) | Medalla de oro     | Dúo libre mixto    |
| 2019               | Gwangju (Corea del Sur) | Medalla de oro     | Dúo técnico mixto  |
| 2025               | Singapur (Singapur)     | Medalla de oro     | Solo técnico       |
| 2025               | Singapur (Singapur)     | Medalla de oro     | Solo libre         |
| 2025               | Singapur (Singapur)     | Medalla de oro     | Dúo técnico mixto  |
| 2025               | Singapur (Singapur)     | Medalla de plata   | Dúo libre mixto    |
| Campeonato Europeo |                         |                    |                    |
| Año                | Lugar                   | Medalla            | Prueba             |
| 2016               | Londres (Reino Unido)   | Medalla de oro     | Dúo técnico mixto  |
| 2016               | Londres (Reino Unido)   | Medalla de oro     | Dúo libre mixto    |
| 2018               | Glasgow (Reino Unido)   | Medalla de oro     | Dúo técnico mixto  |
| 2018               | Glasgow (Reino Unido)   | Medalla de oro     | Dúo libre mixto    |
| 2021               | Budapest (Hungría)      | Medalla de oro     | Dúo técnico mixto  |
| 2021               | Budapest (Hungría)      | Medalla de oro     | Dúo libre mixto    |